# Euphorbia gemmea
Euphorbia gemmea es una especie fanerógama perteneciente a la familia de las euforbiáceas. Es endémica de Kenia.

## Descripción
Es una planta suculenta perennifolia, con tallos poco rizomatosos, decumbentes y débilmente erecta que alcanza un tamaño de 45 cm de altura, escasamente ramificado, los tallos y ramas bruscamente tetrangulares, de 5-10 mm de espesor, los ángulos con dientes con poca profundidad de 1-1,5 cm de longitud; espinosa.

## Ecología
Se encuentra en suelo muy superficial en roca de granito y gneis en matorral en las rocas y empinadas laderas rocosas de complejo basal y en formación de gneis, con matorral espinoso en la sombra de matorrales de Acacia-Commiphora; a una altitud de 700-1000 metros.
Especie muy cercana a Euphorbia saxorum.

## Taxonomía
Euphorbia gemmea fue descrita por P.R.O.Bally & S.Carter y publicado en Hooker's Icones Plantarum 39: t.3863. 1982.